# Iguala de la Independencia
Iguala de la Independencia (röviden Iguala) város Mexikó Guerrero államának északi részén, lakossága 2010-ben megközelítette a 120 000 főt. A település a mexikói függetlenségi háború egyik fontos helyszíne, a mexikói zászló szülőhelye, és azon két település egyike, amik szerepelnek az ország himnuszának eredeti szövegében.

## Földrajz

### Fekvése
A város a Déli-Sierra Madre hegyei között egy körülbelül 700–800 méteres tengerszint feletti magasságban elterülő medencében fekszik. Átfolyik rajta a Naranjo nevű patak, tőle keletre pedig egy nagyobb tó, a Laguna de Tuxpan helyezkedik el. A várostól délre emelkedik az 1000 m-t meghaladó Tehuehue nevű hegy, nyugatra az 1700 m fölé nyúló Cerro Grande, valamint északkeletre is közel van egy 1500 m-nél magasabb csúcs.

### Éghajlat
A város éghajlata igen forró és nyáron, ősz elején csapadékos. Minden hónapban mértek már legalább 36 °C-os hőséget, a rekord elérte a 45 °C-ot is. Az átlagos hőmérsékletek a december–januári 23,4 és a májusi 29,9 fok között váltakoznak, fagy nem fordul elő. Az évi átlagosan 976 mm csapadék időbeli eloszlása rendkívül egyenetlen: a júniustól szeptemberig tartó 4 hónapos időszak alatt hull az éves mennyiség több mint 80%-a.
| Hónap                                   | Jan. | Feb. | Már. | Ápr. | Máj. | Jún. | Júl. | Aug. | Szep. | Okt. | Nov. | Dec. | Év   |
| --------------------------------------- | ---- | ---- | ---- | ---- | ---- | ---- | ---- | ---- | ----- | ---- | ---- | ---- | ---- |
| Rekord max. hőmérséklet (°C)            | 38,8 | 39,0 | 42,0 | 43,0 | 43,2 | 45,0 | 39,4 | 38,8 | 39,1  | 38,7 | 38,1 | 36,4 | 45,0 |
| Átlagos max. hőmérséklet (°C)           | 31,5 | 33,8 | 36,2 | 37,7 | 37,4 | 34,2 | 32,6 | 32,3 | 31,6  | 31,9 | 31,7 | 31,1 | 33,5 |
| Átlaghőmérséklet (°C)                   | 23,4 | 25,3 | 27,8 | 29,7 | 29,9 | 27,8 | 26,5 | 26,3 | 25,9  | 25,7 | 24,6 | 23,4 | 26,4 |
| Átlagos min. hőmérséklet (°C)           | 15,2 | 16,9 | 19,4 | 21,7 | 22,5 | 21,5 | 20,4 | 20,2 | 20,2  | 19,5 | 17,4 | 15,7 | 19,2 |
| Rekord min. hőmérséklet (°C)            | 6,0  | 10,0 | 11,0 | 13,7 | 13,9 | 2,1  | 16,0 | 14,4 | 15,0  | 10,0 | 2,0  | 7,9  | 2,0  |
| Átl. csapadékmennyiség (mm)             | 9    | 2    | 3    | 7    | 56   | 198  | 209  | 205  | 190   | 82   | 13   | 3    | 976  |
| Forrás: Servicio Meteorológico Nacional |      |      |      |      |      |      |      |      |       |      |      |      |      |

## Közlekedés
Igualában van a végpontja a Michoacán állambeli Heroica Zitácuaro városába vezető 51-es szövetségi főútnak, valamint áthalad a településen egy másik fontos út is, a Mexikóvárost Acapulcóval összekötő 95-ös is.

## Népesség
A település népessége a közelmúltban folyamatosan növekedett:
| Év   | Lakosság |
| ---- | -------- |
| 1990 | 83 412   |
| 1995 | 98 276   |
| 2000 | 104 759  |
| 2005 | 110 390  |
| 2010 | 118 468  |

## Története
Az Iguala szó eredetére kétféle magyarázatot adnak: az egyik szerint a navatl nyelvű yohualcehuatl szóösszetételből származik, aminek jelentése „ahol derűs/felhőtlen az éjszaka”, a másik szerint a yoalla szóból, ami azt jelenti: „már visszatért” vagy „már jön”.
Nem tudni pontosan, kik voltak a vidék első lakói, de több történész szerint először az olmékok, majd a matlaszinkák, végül a navatlok telepedtek le itt, akiket 1418 és 1428 között sikertelenül próbáltak legyőzni a Mexikói-völgy törzsei, ezért 1438-ban újra próbálkoztak, 1440-ben Itzcóatl vezetésével győzedelmeskedtek is. Miután a spanyolok elfoglalták Tenochtitlant, Cortés kiderítette, hogy az aztékok ezüst- és aranykincsei főként délről származnak, ezért elrendelte a déli területek azonnali felderítését. A spanyol seregek le is igázták a mai Iguala vidékét is, Cortés ezt a környéket egy Juan Mesa nevű katonájának adományozta, akinek a helyi indiánok pénzt és kukoricát fizettek adóként.

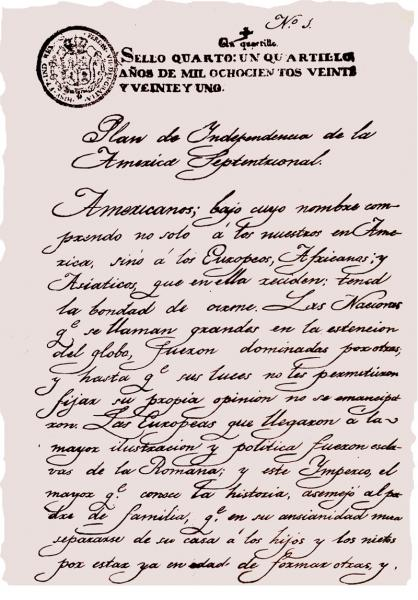
Az Iguala-terv első oldala

1533-ban a király létrehozta az alcaldía mayorok rendszerét, Iguala a tepecoacuilcói alcaldía mayorhoz tartozott. A következő évben ferences szerzetesek érkeztek a településre, hogy megkezdjék a hittérítést az indiánok körében. Ennek érdekében igen jól bántak velük, és egy ma is létező, fából készült Szent Ferenc-szobrot is ajándékoztak közösségüknek.
1820 végén már több mint 10 éve tartott a mexikói függetlenségi háború. A déli hegyekben Vicente Guerrero felkelői húzódtak meg, akiket a spanyol seregek nem bírtak legyőzni. A mexikóvárosi La Profesa-i összeesküvés résztvevői úgy döntöttek, megakadályozzák az év elején Spanyolországban egy felkelés eredményeként visszaállított, szabadelvű cádizi alkotmány új-spanyolországi életbe lépését, akár olyan áron is, hogy kivívják Mexikó függetlenségét. Eleinte fel akarták venni a harcot Guerrero seregeivel, akik az alkotmányt is támogatták, de Agustín de Iturbide tárgyalásba kezdett Guerreróval, végül az acatempani ölelés során megegyeztek: egyesítik seregeiket és harcolnak a függetlenségért. 1821. február 24-én Iguala városában Iturbide kiadta az Iguala-tervet, amiben rögzítette legfontosabb céljait, köztük az úgynevezett három garanciát: Mexikó Spanyolországtól független, alkotmányos monarchia, az államvallás kizárólagosan a római katolikus, és egyenlő jogok járnak minden lakónak, függetlenül attól, hogy spanyol vagy helyi származású.
Ugyanezen a napon született meg Igualában Mexikó zászlaja is (José Magdaleno Ocampo szabómester készítette), ma emlékmű hirdeti, hogy ez a város a zászló szülőhelye, azon a helyen pedig, ahol először kibontották a zászlót, egy kis múzeum is felépült: a Museo a la Bandera.
1835 júniusában Luis Gonzaga Vieyra tábornok kezdeményezésére Iguala megkapta a ciudad rangot. 1914 márciusában a huertista Antonio G. Olea érkezett a városba a zapatista csapatokat üldözve. Április 14-én a Huerta-ellenes csapatok foglalták el a várost Jesús H. Salgado, Heliodoro Castillo és Encarnación Díaz vezetésével. Álvaro Obregón ugyanebben a hónapban Igualába küldte Héctor F. López tábornokot, hogy előkészítse Venustiano Carranza elismerését Guerrero államban.

## Turizmus, látnivalók

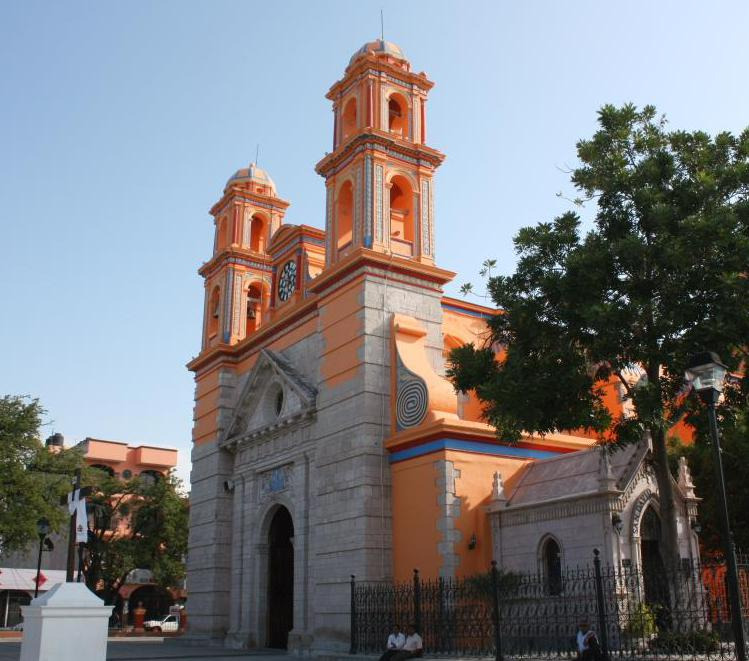
A Szent Ferenc-templom

A város két fontos műemléke a Santa María de la Asunción- és a 19. századi Szent Ferenc-templom. Több emlékművet is emeltek a településen híres történelmi személyiségek emlékére, többek között emlékművet kapott Miguel Hidalgo, Vicente Guerrero, José María Morelos, Benito Juárez és Nicolás Bravo is, de itt található a zászló emlékműve is, mivel Igualában készült el 1821 elején Mexikó első zöld-fehér-piros zászlaja.

## Kultúra
A település legfőbb ünnepeit a húsvéti ünnepkörhöz tartozó nagyhéten és október 4-én, Assisi Szent Ferenc napján tartják. A helyi kézművesek főként aranyat, ezüstöt és más fémeket munkálnak meg. Egy helyi legenda arról mesél, hogy a közeli Coatepec nevű hegyen (aminek nevének jelentése kígyók hegye) élt egyszer egy óriási kígyó, ami felfalta a völgy lakóit.